# Komodor (funkcja)
Komodor – tytuł osoby kierującej klubem żeglarskim lub motorowodnym. Stosowany obecnie np. w Yacht Klubie Rzeczypospolitej Polskiej.